# Frederico Merey
Frederico Merey (Merei) foi um engenheiro civil e membro do corpo técnico da empreiteira de obras públicas Hugh Wilson & Son, que teve sua sede instalada em Salvador, Bahia, nos anos de 1870. Ao lado dos engenheiros civis ingleses Hugh Wilson e Guillermo Andres Wilson, se destacou na construção e administração da Estrada de Ferro Central da Alagoas, Estrada de Ferro Central da Bahia, Estrada de Ferro Santo Amaro Animação Industrial e Engenho Central do Iguape.  

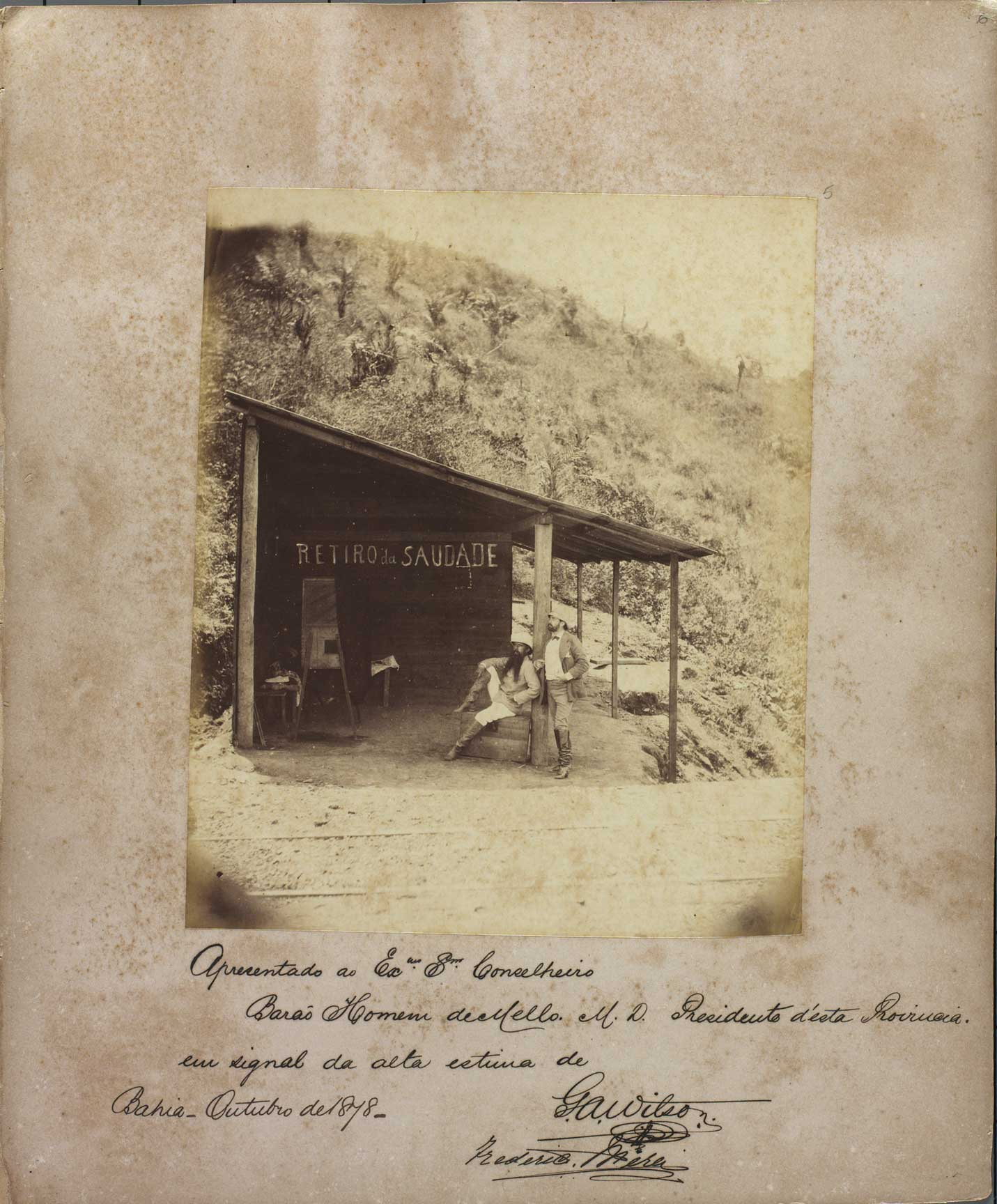
Engenheiros civis Guillermo Andres Wilson (em pé) e o Frederico Merei, em outubro de 1878. Ramal ferroviário da Feira de Santana, Bahia.

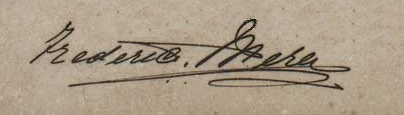
Assinatura do Engenheiro Civil Frederico Merey

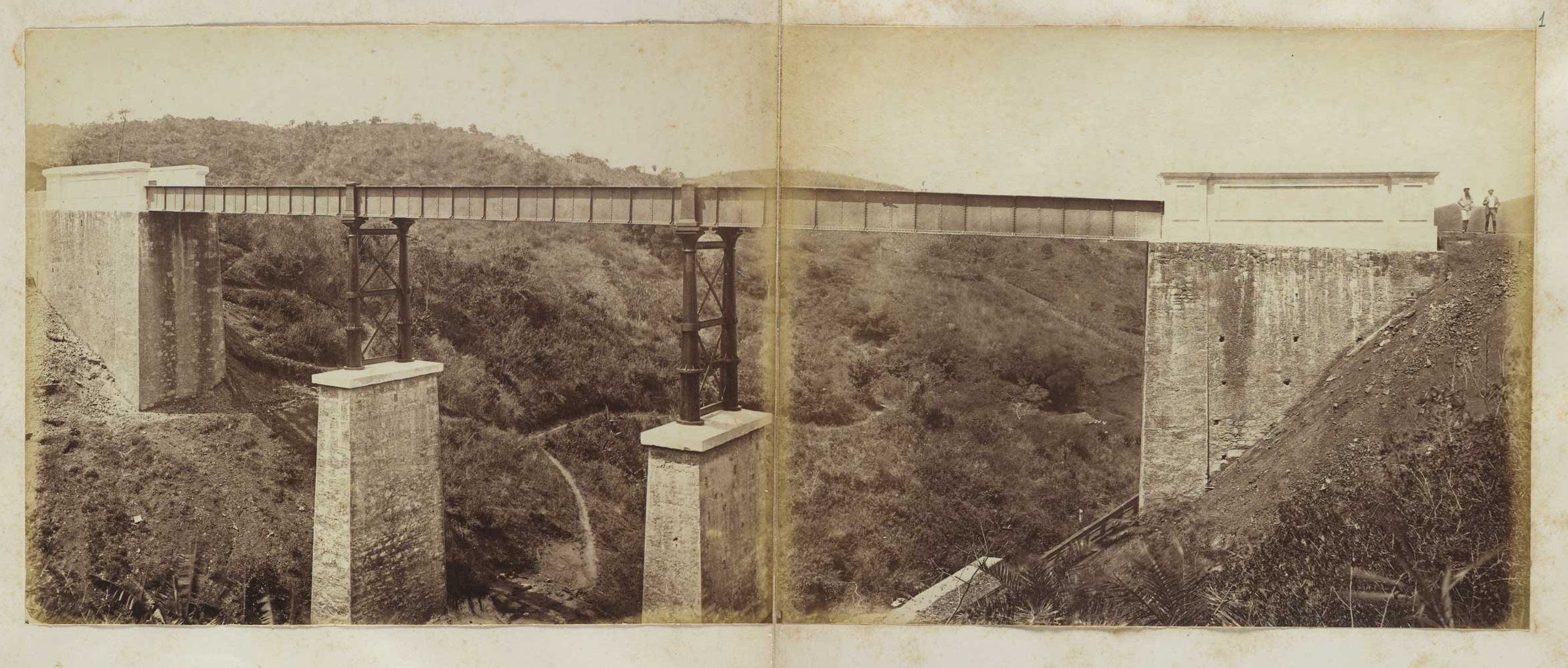
Estrada de Ferro Central da Bahia. Ramal de Feira de Santana. Viaduto do Batedor.

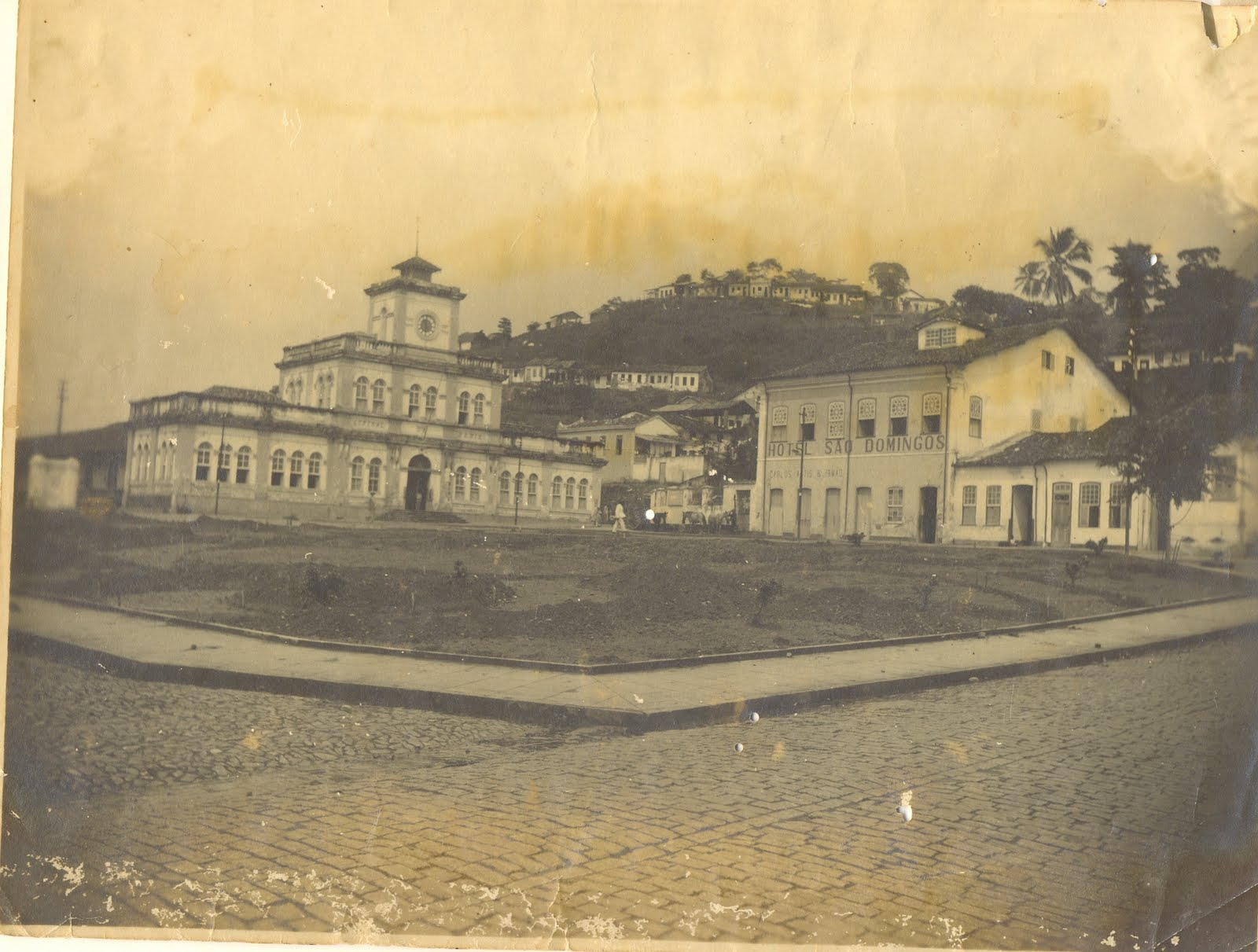
Praça Rui Barbosa, Estação Ferroviária de São Félix, Bahia.

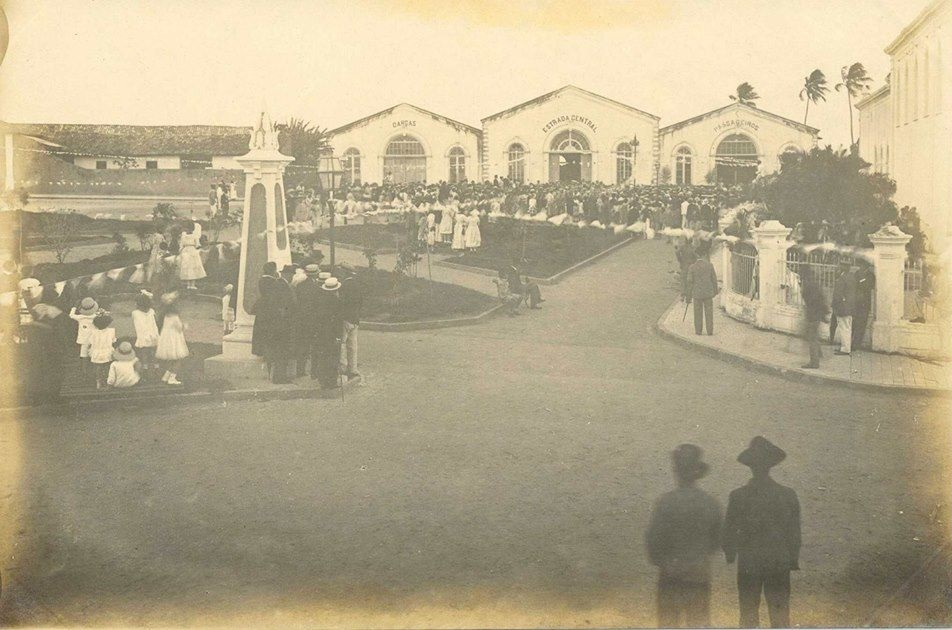
Estação Ferroviária de Feira de Santana, inaugurada pelo presidente da província da Bahia o Barão Homem de Melo, em 23 de setembro de 1878. O engenheiro civil inglês Guillermo Andres Wilson foi o responsável técnico

Foi responsável técnico pela construção das fundações e montagem da Imperial Ponte Dom Pedro II, que fica sobre o Rio Paraguaçu, entre as cidades baianas de  Cachoeira e São Félix, do Viaduto Três Riachos e Viaduto do Batedor na linha do extinto Ramal de Feira de Santana. Em 20 de Dezembro de 1879, sofreu um atentando contra a vida na Estação do Magalhães, o autor um ex-empregado da Estrada de Ferro Central da Bahia. No decorrer da trajetória profissional, apresentou a administração municipal planta da cidade de Feira de Santana e projeto para instalação de trilhos para o uso de bondes e movimentação de cargas.  Apresentou a presidência da província da Bahia planta e projeto para ampliação do Porto de Salvador.